# Delta Pavonidi
Le Delta Pavonidi sono uno sciame meteorico originato dalla cometa C/1907 G1 Grigg-Mellish: allo sciame è stata assegnata la sigla internazionale DPA.

## Caratteristiche
Lo sciame delle Delta Pavonidi durante il loro picco hanno il radiante alle coordinate celesti 20 H 36 M (Ascensione retta), -62,8° (Declinazione), la loro velocità è di 58 km/s. Durante il loro picco raggiungono uno ZHR di circa 5. Le meteore di questo sciame hanno generalmente un colore bianco/blu e lasciano spesso una scia persistente. La loro magnitudine media è di 2,6a.

## Attività passata e futura
Esko Lyytinen e Peter Jenniskens hanno predetto che questo sciame potrebbe dare origine a grandi piogge di meteore il 31 marzo 2018, il 31 marzo 2019 e il 31 marzo 2043 con un radiante situato alle coordinate celesti 20 H 36 M (Ascensione retta), -60° (Declinazione): hanno anche calcolato che il 31 marzo 1935 si dovrebbe essere prodotta una grande pioggia meteorica di Delta Pavonidi ma finora non è stata trovata alcuna osservazione che confermi tale evento.